# Racine carrée (album)
Pour l’article homonyme, voir Racine carrée.
Albums de Stromae
Cheese
(2010) Multitude
(2022)
Singles
1. Papaoutai
Sortie : 13 mai 2013
2. Formidable
Sortie : 27 mai 2013
3. Tous les mêmes
Sortie : 23 septembre 2013
4. Ta fête
Sortie : 3 février 2014
5. Ave Cesaria
Sortie : 21 juillet 2014
6. Carmen
Sortie : 30 mars 2015
7. Quand c'est ?
Sortie : 14 septembre 2015

Racine carrée (stylisé √) est le deuxième album studio de l'auteur-compositeur-interprète belge Stromae sorti le 16 août 2013. 
Deux ans plus tard, l'album s'est vendu à plus de 2,5 millions d'exemplaires, dont 2 millions d'exemplaires en France.

## Genèse de l'album
Cet album a de nouveau été enregistré chez lui, comme Cheese, mais cette fois dans un grenier qu'il a aménagé.
Lors d'une rencontre avec le magazine Les Inrocks en octobre 2011, Stromae révèle que son prochain album qui n'est pour l'instant qu'une  aura des « influences afro, des percussions lourdes, des sons cubains ou rumba congolaise plus assumés ». Il expliquera par la suite : « J'avais envie de rajouter ces sonorités que j’ai entendues pendant mon enfance dans les fêtes de famille mais sans tomber dans le cliché du retour aux racines, du I love Africa, alors que j’ai grandi en Belgique ».
Stromae a collaboré avec Orelsan et Maître Gims sur AVF. Les deux chanteurs s'étaient rencontrés avant sa première tournée pour Cheese.

## Écriture, réalisation des chansons et thèmes
Stromae, principal auteur-compositeur de l'album, aborde des styles musicaux comme le hip-hop, l'électro, ou la world. Il écrit toutes ses musiques en Belgique, son pays d'origine. L'album délivre sur des musiques légères et dansantes des textes aux sujets graves ou contemporains,. Par exemple, la chanson Moules frites, qui, à la première écoute, semble légère : on y apprend qu'un « Paulo aime les moules frites », de façon joyeuse. Pourtant, en se penchant sur les paroles, on comprend qu'elle fait référence au sida, (ou aux IST).
Les rappeurs Maître Gims et Orelsan participent à l'écriture et au titre AVF, qui est l'acronyme d'« Allez-vous faire… »,. Le titre Carmen est une adaptation de la chanson L'amour est un oiseau rebelle, de l'opéra Carmen du compositeur français Georges Bizet,,. Racine carrée aborde des thèmes tels que l'aliénation par les réseaux sociaux dont Twitter (Carmen), les fabricants de cigarettes et le cancer (Quand c’est ?), les problèmes de couples (Tous les mêmes, Formidable), les  rapports Nord-Sud (Humain à l'eau), les excès (Ta fête et Sommeil), les IST voire le sida (Moules frites,), ou encore l'austérité,,. La chanson Papaoutai évoque un père absent.
Ta fête joue sur le double sens de l'expression. La chanson s'inscrirait comme une suite d'Alors on danse (2009) en décrivant ce qui se passe une fois que la fête est terminée et qu'il faut affronter la réalité du quotidien. La chanson mélange electro et guitare africaine. Suit Papaoutai avec l'évocation du père absent et le manque de repères sur une musique aux échos de carnaval,. Dans Bâtard, la référence à Jacques Brel sur certains accents de Stromae est présent comme lorsqu'il entonne « Haa, pardon, monsieur ne prend pas parti… ». Il y dénonce le manque de position et les divisions en cases de la société en évoquant le racisme, l'homophobie ou le sexisme,. Pour le refrain, il reprend : « Ni l'un, ni l'autre./Bâtard, tu es, tu l'étais, et tu le restes !/Ni l'un ni l'autre, je suis, j'étais et resterai moi ».

### Titre et pochette
Stromae a justifié le titre Racine carrée « pour le côté « racine ». Et parce que ça renvoie aux origines numériques. Et parce que j'aime les formes géométriques. ». Il a également déclaré : « j'ai l'impression que je fais de la musique comme si je faisais des maths ».

## Singles

### Papaoutai
Papaoutai, sorti le 13 mai 2013, est le premier single de l'album. Le single se positionne à la 1re position en Belgique et en France. Le titre est également classé en Allemagne, au Luxembourg, aux Pays-Bas et en Suisse.

### Formidable
Formidable, sorti le 27 mai 2013, est le deuxième single de l'album. La chanson se positionne à la 1re position en Belgique et en France. Le titre est également classé en Suisse à la 23e position.

### Tous les mêmes
Tous les mêmes, sorti le 23 septembre 2013, est le troisième single de l'album et se classe dès sa sortie numéro 1 des ventes en France et en Belgique.

### Ta fête
Ta fête est sorti le 3 février 2014 en tant que quatrième extrait. Ce titre est aussi l'hymne officiel de l'équipe de football belge pour la coupe du monde 2014 au Brésil.

### Ave Cesaria
Ave Cesaria, cinquième single de l'album Racine carrée, est sorti le 21 juillet 2014.

### Carmen
Carmen, le single est sorti comme sixième extrait le 30 mars 2015.

### Quand c'est?
Quand c'est ? est proposé dès le 14 septembre 2015, comme septième extrait de l'album, avec un vidéo-clip diffusé via internet. Ce clip est vu par plus de 3,5 millions d'internautes en moins de vingt-quatre heures.

## Accueil

### Accueil critique
L'album reçoit majoritairement des critiques positives de la part des journalistes. Marcus Dupont-Besnard critique pour Le Plus du Nouvel Observateur se montre très positif face à l'album, affirmant que « chaque titre nous fait vibrer d'une manière particulière. Que ce soit dans les notes, dans le vocal, ou dans les paroles, Stromae nous transmet des sensations : de la joie ou de la tristesse, parfois de la mélancolie. » Il ajoute : « il y a dans cet album, autant que dans le précédent, un fond, une recherche, et quelque chose de « grave ». [...] Stromae a su se renouveler, sans tomber dans le piège d'une musique commerciale à cause de son succès ».
Le magazine Le Point écrit : « En treize titres, le jeune homme de vingt-huit ans dessine un portrait à la fois générationnel mais toujours poignant. C'est certain, même inégal, l'ensemble, innovant et émouvant, est bien plus qu'un phénomène du moment ».
La Tribune de Genève décrit l'album comme « aussi noir qu'inégal [...] En dehors de ces quelques morceaux (Carmen, Quand c'est ? et Tous les mêmes), pas de découvertes majeures. Les plus aboutis de l’album sont, sans conteste, Formidable et Papaoutai ».
Pour Julien Goncalve de Charts in France, « Stromae livre un album électro rempli de poésie, et si ses mélodies veulent nous faire danser, ses textes veulent nous faire réfléchir, prenant le risque de franchir la ligne parfois et nous donner quelques leçons. Mais voilà enfin un univers qui ne ressemble à aucun autre et qui parvient à ne pas tourner en rond ».
Loïc Picaud de Music Story fait remarquer que pour « tromper l'ennui, le rappeur belge sait aussi le faire en chanson avec les vers tristes posés sur des musiques enjouées voire bondissantes ». Et qu'il en fait « une spécialité » qu'« il n'est pas prêt [à] vouloir quitter sur ce deuxième album où l'intérêt réside plus dans les textes que dans l'arrière-plan musical créant un décor de fin de fête. Parfois divertis par une séquence électrique ou un air de piano, les flonflons house prédominent à grands coups de claviers et de nappes synthétiques. Sur cette couleur uniforme, Stromae mise tout sur ses trouvailles textuelles énoncées par un flow volontairement monotone ».
Pour Valérie Lehoux de Télérama, l'artiste « avec sa dance music aussi profonde que jubilatoire, [...] trousse un second opus qui se joue élégamment des codes comme des chapelles ». Elle poursuit « qu'il est capable de faire le grand écart — ou plutôt le pont — entre le hip-hop (d'où il vient), l'électro (qui l'a fait connaître), la chanson et la world ; capable aussi d'aborder de front les sujets les plus graves et contemporains sur des mélodies dansantes ».

### Accueil commercial
L'album s'écoula à 40 000 exemplaires en Belgique en dix jours depuis sa sortie en CD le 19 août 2013 et fut certifié disque de platine.
En France, l'album se classa 1er des ventes dès sa première semaine avec 80 882 exemplaires écoulés dont 55 597 en support physique et réalisa par la même occasion le quatrième meilleur démarrage de l'année (derrière Random Access Memories de Daft Punk, La Boîte à musique des Enfoirés et Je veux du bonheur de Christophe Maé). Racine carrée battit en outre le record de ventes numériques d'album d'expression française en une semaine avec plus de 25 000 exemplaires vendus et fut également certifié disque de platine. La semaine suivant son entrée au top des ventes, il fut détrôné par Génération Goldman volume 2, mais reprit par la suite la tête lors de sa troisième semaine. En tout, l'album fut numéro un pendant seize semaines non consécutives, devenant ainsi l'album le plus vendu en 2013,. En décembre 2015, l'album s'est  écoulé à plus de 2,5 millions d'exemplaires dans le monde, dont près de 2 millions en France. Racine carrée est, selon Le Point, « l'album le plus vendu en téléchargement en France » (210 000 exemplaires) et « l'album francophone le plus écouté en streaming dans le monde » (203 millions de streams).

## Liste des pistes
Toutes les chansons sont écrites et composées par Paul Van Haver.
| 1.    | Ta fête                           |                                                  | 2:56 |
| 2.    | Papaoutai                         |                                                  | 3:52 |
| 3.    | Bâtard                            |                                                  | 3:28 |
| 4.    | Ave Cesaria                       | Paul Van Haver, Aurélien Cotentin                | 4:09 |
| 5.    | Tous les mêmes                    |                                                  | 3:33 |
| 6.    | Formidable                        |                                                  | 3:33 |
| 7.    | Moules frites                     |                                                  | 2:38 |
| 8.    | Carmen                            | Georges Bizet, Paul Van Haver, Aurélien Cotentin | 3:09 |
| 9.    | Humain à l'eau                    |                                                  | 3:59 |
| 10.   | Quand c'est ?                     |                                                  | 3:00 |
| 11.   | Sommeil                           |                                                  | 3:38 |
| 12.   | Merci                             |                                                  | 3:54 |
| 13.   | AVF (avec Maître Gims et Orelsan) | Paul Van Haver, Gandhi Djuna, Aurélien Cotentin  | 3:44 |
| 45:33 |                                   |                                                  |      |

| iTunes Bonus Track | iTunes Bonus Track          | iTunes Bonus Track | iTunes Bonus Track | iTunes Bonus Track | iTunes Bonus Track | iTunes Bonus Track | iTunes Bonus Track | iTunes Bonus Track | iTunes Bonus Track |
| No                 | Titre                       | Auteur             | Compositeur(s)     | Durée              |                    |                    |                    |                    |                    |
| ------------------ | --------------------------- | ------------------ | ------------------ | ------------------ | ------------------ | ------------------ | ------------------ | ------------------ | ------------------ |
| 14.                | Papaoutai (avec Angel Haze) | Angel Haze         | Paul Van Haver     | 3:51               |                    |                    |                    |                    |                    |
| 49:24              |                             |                    |                    |                    |                    |                    |                    |                    |                    |

## Clips vidéos
- Formidable : 27 mai 2013
- Papaoutai : 6 juin 2013
- Tous les mêmes : 18 décembre 2013
- Ta fête : 17 juin 2014
- Carmen : 1er avril 2015
- Quand c'est ? : 14 septembre 2015

## Musiciens et crédits
- Auteur-compositeur-interprète, réalisation artistique, producteur – Stromae
- Auteur-compositeur-interprète – Orelsan, Maître Gims
- Réalisations artistiques additionnelles – Guillaume Huguet, Atom
- Chœurs – Antonio Santos, Mauricio Delgados, Schérazade
- Guitare – Shameboy, Papa Dizzi, Stromae, Mauricio Delgados
- Basse – Shameboy, Thomas Azier
- Piano – Aron Ottignon, Antonio Santos
- Kora – Noumoucounda Cissoko
- Accordéon – Vincent Peirani
- Trompette – Bart Maris et Lionel Capouillez
- Direction artistique – Romain Bilharz pour Island France et Luc Junior Tam pour Mosaert
- Management – Dimitri Borrey
- Graphisme – Boldatwork
- Mixage – Lionel Capouillez avec la participation d'Atom
- Mastering – Pieter De Wagter
- Producteur – Mosaert
- Distribution – Island France, Mercury Music Group, Universal Music France
- Maquillage – Leenzaka
- Stylisme – Coralie Barbier
- Photographie – Dati Bendo
- Juridique – Éric Jooris

Crédits adaptés depuis Discogs.

## Classements et certifications
| Classement (2013-2015)          | Meilleure position |
| ------------------------------- | ------------------ |
| Allemagne (Media Control AG)    | 21                 |
| Belgique (Flandre Ultratop)     | 1                  |
| Belgique (Wallonie Ultratop)    | 1                  |
| Canada (Canadian Albums)        | 10                 |
| Danemark (Tracklisten)          | 25                 |
| États-Unis (Heatseekers Albums) | 19                 |
| France (SNEP)                   | 1                  |
| Italie (FIMI)                   | 1                  |
| Pays-Bas (Mega Album Top 100)   | 1                  |
| Suisse (Schweizer Hitparade)    | 1                  |

| Classement (2013) | Position |
| ----------------- | -------- |
| France (SNEP)     | 1        |
| Classement (2014) | Position |
| France (SNEP)     | 1        |

| Région                                                                                                 | Certification | Ventes/Streams           |
| --- | ------------- | ------------------------ |
| Autriche (IFPI)                                                                                        | Or            | 7500                     |
| Belgique (BEA)                                                                                         | 12 × Platine  | 240 000*                 |
| Canada (Music Canada)                                                                                  | 2 × Platine   | 160 000^                 |
| Danemark (IFPI)                                                                                        | Or            | 10 000                   |
| France (SNEP)                                                                                          | 4 × Diamant   | 2 000 000                |
| Italie (FIMI)                                                                                          | Platine       | 50 000*                  |
| Pays-Bas (MegaCharts)                                                                                  | 2 × Platine   | 100 000[réf. nécessaire] |
| Russie (NFPF)                                                                                          | 2 × Platine   |                          |
| Suisse (IFPI)                                                                                          | 5 × Platine   | 75 000                   |
| *Ventes selon la certification ^Mise en rayon selon la certification xNon précisé par la certification |               |                          |

## Historique de sortie
| Région   | Date         | Format             | Label           | Édition         |
| -------- | ------------ | ------------------ | --------------- | --------------- |
| Belgique | 16 août 2013 | CD, téléchargement | Mercury Records | Normale         |
| France   | 16 août 2013 | CD, téléchargement | Mercury Records | Normale         |
| France   | 19 août 2013 | CD                 | Vertigo Records | Boitier cristal |
| France   | 19 août 2013 | Vinyle             | Vertigo Records | Normale         |